# سیارک ۱۳۰۵۳
سیارک ۱۳۰۵۳ (به انگلیسی: 13053 Bertrandrussell، نامگذاری:1990SQ8) سیزده هزار و پنجاه و سومین سیارک کشف شده‌است که در ۲۲ سپتامبر ۱۹۹۰ کشف شد.
قدر مطلق سیارک برابر ۱۴.۱ است.